# أحمد الخميني
أحمد الخميني (14 مارس 1946 - 17 مارس 1995)، سياسي إيراني، هو الابن الأصغر لروح الله الخميني مؤسس الجمهورية الإسلامية الإيرانية، ووالد حسن الخميني. كان "اليد اليمنى" لوالده قبل وأثناء وبعد الثورة الإيرانية وحلقة الوصل بين روح الله الخميني والمسؤولين والشعب. تولى العديد من مناصب صنع القرار. تزوّج من فاطمة الطباطبائي ابنة صفية شقيقة موسى الصدر.

## نشأته
ولد أحمد الخميني عام 1 مارس 1945م بمدينة قم. أكمل المرحلة الابتدائية والمتوسطة والثانوية من دراسته في مسقط رأسه، بدأها بعدها بدراسة العلوم الدينية في حوزة قم، والتي كان والده الخميني حينها في المنفى (النجف)، وفي عام 1966م توّجه سراً إلى مدينة النجف وذلك لزيارة والده، فواصل هناك دراسته الحوزوية، وبعد فترة عاد إلى إيران ليكون حلقة وصل بين العناصر الثورية وقائده.

## أساتذته
- سلطاني.
- مرتضى الحائري.
- موسى الشبيري الزنجاني.

## نشاطاته
- كان أحمد الخميني في فترة نفي والده، يتولى إدارة شؤون بيت الخميني في قم، وإيجاد الارتباط الضروري للانقلابين مع الخميني في المهجر، وعند عودت الخميني إلى إيران، وانتصار الثورة عمل أحمد مستشاراً سياسياً.
- أما بعد وفاة والده الخميني فقد استمر أحمد في تقديم التوجيهات، والعمل كمستشار لدى خامنئي ومسؤولي النظام. كما تولى بنفسه مسؤولية الإشراف على مؤسسة تنظيم ونشر تراث الخميني.[4]

## وفاته
توفي أثرى أصابته بنوبة قلبية، وذلك في يوم 7 مارس 1995م.